# ティヴィダール・ナシェ

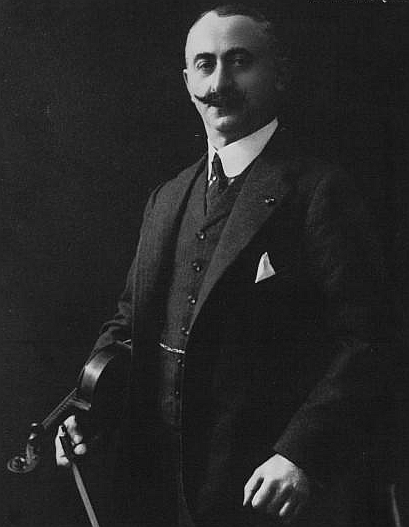
ティヴィダール・ナシェ

ティヴァダル・ナシェ（Tivadar Nachéz、1859年5月1日 - 1930年5月29日）は、ハンガリーのヴァイオリニスト、作曲家である。
ナシェはブダペストで生まれ、ブダペスト歌劇場の楽団長サバティエルに師事した。フランツ・リストは、ナシェの話を聞いて賞賛したといわれている。その後ベルリンでヨーゼフ・ヨアヒムに師事し、その後パリでユベール・レオナールに師事した。
ナシェは1881年にハンブルクでデビューした。イギリスでの最初の演奏は1881年4月9日の水晶宮で、その後イギリスなどで継続的にコンサートを行ったり、ツアーを行ったりした。1907年4月17日にはロンドン・フィルハーモニア管弦楽団と第36回公演を行い、1910年1月27日にはランドン・ロナルド指揮の新交響楽団と共演した。

コルノ・ディ・バセットというペンネームで芸術評論家として執筆していたジョージ・バーナード・ショーは、1889年9月にヒズ・マジェスティーズ劇場で彼を見かけ、こう記している。

'彼はラフの『カヴァティーナ』のような簡単な曲を、まるで計り知れない困難を見事に征服しているかのような態度で弾きます。…アンコールが続き、そこで彼はできる限り速く弓を動かして華やかな曲を弾きます。もちろん、彼は音の正確なピッチを狙うためにほとんど時間をかけませんが、半音以内で的に近づいた時点で満足しているようです。しかし、私の意見では、この種の演奏においては外れることは大きな違いを意味するのです…'
1890年7月、ショーはナシェがマックス・ブルッフの協奏曲第1番を演奏するのを聴いて、「ナシェは、私たちが知っている中で最も音楽的に賢いバイオリニストの一人ですが、速くて難しい動きにおいては技術が彼を裏切ることがある」と述べた。 1893年の6月から7月にかけて、ナシェはセント・ジェームズ・ホールでベートーヴェンの小さな作品を演奏していた。
ナシェの作品には、ポロネーズ Op. 26、ヴァイオリン協奏曲ホ短調作品30、そしてサンマルティーニの主題によるパッサカリアなどがある。